# Napoléon Henri Reber
Pour les articles homonymes, voir Reber.
Napoléon Henri Reber, né le 21 octobre 1807 à Mulhouse et mort le 24 novembre 1880 à Paris, est un compositeur français.

## Biographie
Issu d'une famille de notables alsaciens installés à Mulhouse, Reber étudie avec Anton Reicha et Jean-François Lesueur au Conservatoire de Paris, compose de la musique de chambre, et met en musique les nouveaux poèmes des meilleurs poètes français. Il devient professeur d'harmonie au Conservatoire de Paris le 1er juin 1851 et succède à Jacques Fromental Halévy en tant que professeur de composition le 1er avril 1862. Il est inspecteur du Conservatoire en 1871 et il est élu à la place de George Onslow à l'Académie des beaux-arts en 1853.
Berlioz consacre le chapitre XXVI de son recueil de critique musicale, À travers chants, aux symphonies de Reber. Il écrit notamment : 

« Quant à l’instrumentation de ses symphonies, elle est soignée, fine, souvent ingénieuse et tout à fait exempte de brutalités. Chaque partie est dessinée avec un soin et un art exquis. L’orchestre est composé comme celui de Mozart ; les instruments à grande voix, tels que les trombones, en sont exclus ; on n’y trouve pas non plus les instruments à percussion, autres que les timbales, ni les modernes instruments à vent. Inutile d’ajouter que la main de l’habile contre-pointiste se décèle partout, et que les diverses parties de l’orchestre se croisent, se poursuivent, s’imitent avec une aisance et une liberté d’allures dont la clarté de l’ensemble n’a jamais rien à souffrir. Enfin il me semble qu’un des mérites les plus évidents de M. Reber est dans la disposition générale de ses morceaux, dans le ménagement des effets et dans l’art si rare de s’arrêter à temps. Sans se renfermer dans des proportions mesquines, il ne va pourtant jamais au-delà du point où l’auditeur peut se fatiguer à le suivre [...] »

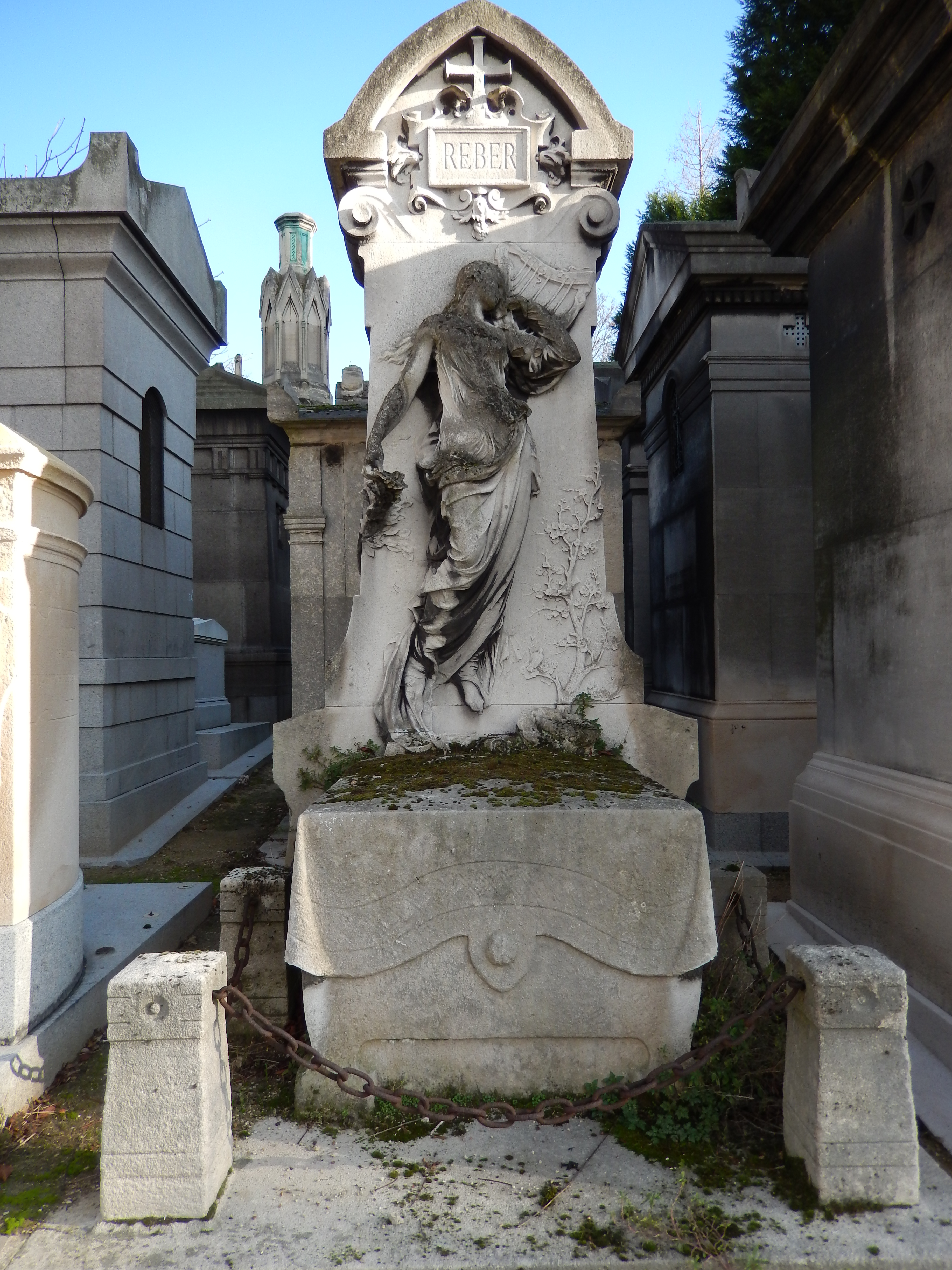
Tombe de Napoléon Henri Reber au cimetière du Père-Lachaise (division 55).

Il est inhumé au cimetière du Père-Lachaise (division 55).

### Famille
Fils de Henri Reber, greffier au tribunal de Commerce et de Elisabeth Weissbeck. La présence de la famille Reber est attestée à Mulhouse depuis Johann Reber, échevin, qui vécut de 1575 à 1624.
Sa sœur était Henriette Reber, Mme Édouard Koechlin : premier enfant né à Mulhouse à la suite du rattachement de la ville à la France en 1798, elle est à l'origine de la rue Henriette qui donne sur la Place de la Réunion au centre historique de Mulhouse.

## Œuvres

### Ballet
- Le Diable amoureux (livret de Jules-Henri Vernoy de Saint-Georges, Opéra le 23 septembre 1840) écrit en collaboration avec François Benoist.

### Opéras
- La Nuit de Noël (livret d'Eugène Scribe, O.-C. le 9 février 1848).
- Le Père Gaillard (livret de Thomas Sauvage, O.-C. le 7 septembre 1852).
- Les Papillotes de M. Benoist (livret de Jules Barbier et Michel Carré, O.-C. le 28 décembre 1853).
- Les Dames capitaines (livret de Mélesville, O.-C. le 3 juin 1857).

### Musique de chambre
- Quintette avec piano op.1 (1836-1837)
- Trios
  - Trio nº 1 (1836-1837)
  - Trio nº 2 op.12 (1840)
  - Trio nº 3 op.16 (1862)
  - Trio nº 4 « Trio-Sérénade » op. 25 (1864)
  - Trio nº 5 op. 30 (1872)
  - Trio nº 6 op. 34 (1876)
  - Trio nº 7 op. 37 (1880)
- Quatuors à cordes
  - Quatuor à cordes nº 1 en si bémol majeur op. 4 (1832)
  - Quatuor à cordes nº 2 en ré bémol majeur op. 5 (1832)
  - Quatuor à cordes nº 3 en la bémol majeur op. 7 (1832)

### Musique symphonique
- Symphonie nº 1 en ré mineur, 1858.
- Symphonie nº 2 en ut majeur, 1858.
- Symphonie nº 3 en mi bémol majeur, 1858.
- Symphonie nº 4 en sol majeur, 1858. Transcription pour piano de Camille Saint-Saëns (1860).

### Musique vocale
Reber a publié 56 mélodies sur des textes de Thibaut de Champagne, Charles d'Orléans, Clément Marot, Malherbe, Pierre Corneille, ainsi que de Marceline Desbordes-Valmore, Louise Bertin, Théophile Gautier et Victor Hugo.

### Musique chorale
- À l'Orient (1834)

### Traités
Il publia également un Traité d'harmonie (1862).